# 新昌集團

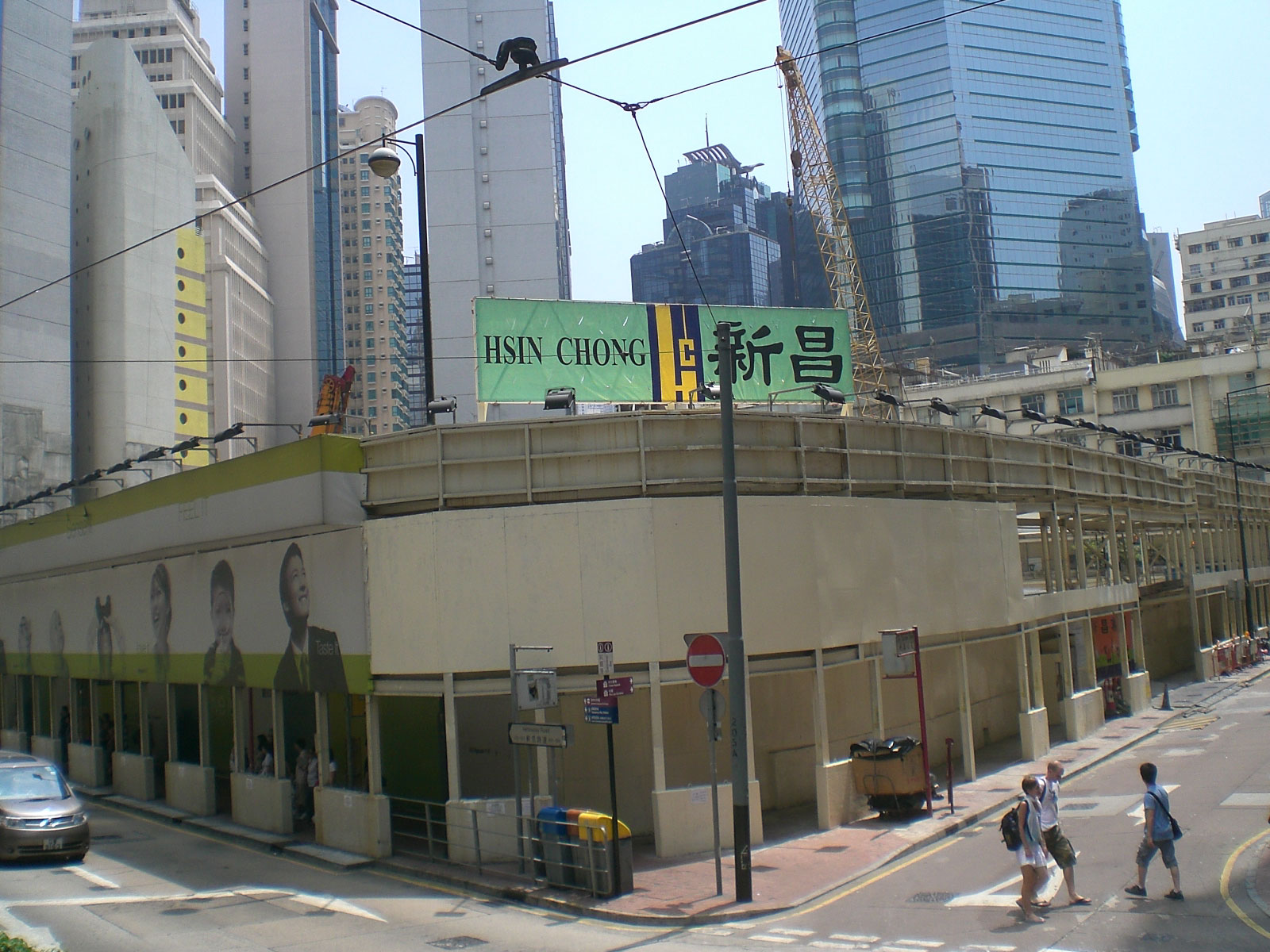
新昌營造在銅鑼灣前興利中心（希慎廣場地基工程）地盤

新昌集團（英語：Hsin Chong Group，前港交所上市編號：0404）是香港一家已倒閉的建築公司，曾名為新昌營造，由已故葉庚年先生於1939年獨資創立，結業前末任主席為林春彪。在倒閉前，公司在英國百慕達註冊，香港總部位於九龍東牛頭角偉業街新昌中心。新昌地產此前為其子公司，1987年1月12日更名為聯合地產。另外，昇捷控股前身亦為新昌集團於1978年設立的「新昌管理服務有限公司」。

## 歷史
- 2007年，朱樹豪旗下全資附屬公司Carrick Worldwide Limited，以每股作價1.78元向葉庚年家族收購新昌營造約61.67%股權，交易總作價約為7.042億元。[2]
- 2010年年底，未完成合約的總額達到100億港元，年度收益為42億港元。[3]
- 2011年7月，新昌營造公佈以32.48億港元向副主席王英偉收購遼寧鐵嶺及江西青城兩幅土地。[4]
- 2012年，新昌營造公佈 王英偉 荣升为主席。
- 2014年，新昌採用新標誌。
- 2014年5月，新昌營造公佈以106.25億港元收購廣東省佛山市一幅土地。[5]同月，Carrick Worldwide Limited 向天物投資旗下全資附屬公司瑞安投資出售其持有全部的3.76億股新昌營造股份，相當於新昌營造13.15%股權。天物投資是天津物產集團之全資附屬公司。交易完成後，天津物產集團共持有新昌營造17.98%股權。[6]
- 2016年4月，改名為新昌集團。[7]以高達100億元港元，先後收購了內地4個房地産項目，但經過狙擊後，股價一日直插30%。公司由2015年度佔盈利24.46億港元，變成巨額虧損27.34億港元。[8]
- 2017年4月，公佈年度業績前停牌[9]，至2019年被除牌。[10]又宣佈以7.6億港元出售香港觀塘偉業街的新昌寫字樓辦公室和北京、廣州的發展物業。
- 2017年陷入財困後，新昌雖奪得多個政府工程項目，但財政狀況再度惡化，在2018年8月，有員工聲稱至今仍未收到7月份工資。公司車輛續牌的兩張共約1萬元的支票被彈票。[11]同月，香港西九管理局解除與新昌集團的工程合約，包括M+需要停工，工地暫時關閉，當局需重新招標另覓新承建商。[12][13]
- 2019年12月27日，香港聯交所宣布，根據《上市規則》取消新昌集團的上市地位，下周二（12月31日）早上9時起生效。新昌集團自2017年4月初已暫停買賣，公司未能在今年7月31日或之前復牌，經過公司尋求覆核上市委員會的裁決後，上市覆核委員會維持取消上市地位的決定。新世界母公司周大福企業，今年7月底在場外以2億元增持已停牌的新昌集團股份，並向聯交所提交復牌方案，但最終仍未能成功復牌[14]。
- 2020年1月，新昌集團及旗下子公司被下令清盤[15]，結束其81年的經營，及後其他子公司亦相繼被頒令破產。
- 2020年8月，新昌前非執行主席、大股東林卓延亦被匯豐銀行申請破產。[16]

## 承包工程項目
- 政務司司長公館
- 澳門威尼斯人度假村，巴黎人
- 香港今旅
- 尖沙咀香港喜來登酒店
- 環球大廈[17]
- 利景酒店
- 香港酒店（馬哥孛羅香港酒店）
- 博愛醫院
- 北區醫院
- 聯合醫院
- 廣華醫院
- 葛量洪醫院
- 美孚新邨（與新福港及公和建築聯營）
- 香港仔華富邨擴展部分
- 屯門湖景邨一期
- 黃大仙下邨一A期
- 沙田新田圍邨一期
- 沙田美林邨一期
- 沙田穗禾苑
- 大埔富善邨一期
- 屯門山景邨三期
- 葵涌石籬邨擴展部分一及二期
- 青衣長安邨一期（包括皇仁舊生會中學）
- 青衣長發邨（包括青雅苑）
- 葵涌葵芳邨六期
- 馬鞍山錦鞍苑
- 馬鞍山耀安邨二期
- 沙田顯徑邨二及三期（接手續建）
- 鴨脷洲漁安苑
- 屯門田景邨四期
- 屯門建生邨二期（兆軒苑）
- 藍田德田邨四期
- 慈雲山慈正邨一期
- 天水圍天盛苑A、B、G、P、Q、R六座
- 天水圍天悅邨五期地基、六期地基及上蓋（包括中華基督教青年會中學整體及金巴崙長老會耀道小學地基）
- 將軍澳健明苑（健明邨）四期（包括香海正覺蓮社佛教正覺中學）
- 大埔新興花園（發展商之一，同時承建）
- 大埔昌運中心（發展及承建）
- 啟德機場客運大樓及貨運大樓（1962 - 2004）
- 船灣淡水湖供水計劃
- 昂船洲大橋
- 九廣鐵路（港鐵）紅磡站重建
- 海洋公園高峰樂園
- 香港理工大學
- 香港浸會大學大學會堂
- 香港科技大學吳家瑋學術廊第二期及鄭裕彤樓
- 職業訓練局總部大樓
- 澳門金沙
- 數碼港
- 香港中文大學新亞書院誠明館、人文館及錢穆圖書館，善衡書院、晨興書院及和聲書院
- 太古坊康橋大廈
- 中環環球大廈
- 銅鑼灣會議中心（香港世貿中心）
- 嘉里中心
- 高鐵 西九龍總站（南）
- 澳門 銀河娛樂渡假村第二期&四期、上葡京南牆、大潭山一號、聖若瑟大學
- 沙田至中環綫合約編號1109號兩個港鐵站，及1.6公里鐵路隧道
- 啟德德朗邨（與有利建築合營）
- 沙田美田邨美全樓
- 前已婚人員宿舍之公共房屋發展項目
- 軒尼詩道28號商業項目
- 香港科學園第三期（部分）
- 民航處新總部
- 香港國際機場二號客運大樓（與禮頓建築合營，已清拆）
- 佐敦谷箱形雨水渠污水截流工程
- 中環百子里活化工程
- 大家樂新建食品工廠
- 石門滙豐大廈
- NTT將軍澳工業邨金融數據中心60%
- 將軍澳匯豐銀行數據中心
- 中國移動數據中心
- 九廣鐵路公司大樓（火炭鐵路大樓）

## 外部連結
- 新昌集團控股有限公司 （页面存档备份，存于）